# Drones
Drones är det sjunde studioalbumet av det brittiska rockbandet Muse. Albumet släpptes den 8 juni 2015 i Sverige.
När man kunde förbeställa albumet på iTunes fick man med sig låten Psycho att lyssna på direkt. Sedan släpptes singlarna Dead Inside och Mercy. Sedan släpptes låtarna Reapers, The Handler och Defector innan hela albumet släpptes den 8 juni 2015.

## Låtlista
1. Dead Inside (4:22)
2. [Drill Sergeant] (0:21)
3. Psycho (5:16)
4. Mercy (3:51)
5. Reapers (6:00)
6. The Handler (4:33)
7. [JFK] (0.54)
8. Defector (4:33)
9. Revolt (4:05)
10. Aftermath (5:47)
11. The Globalist (10:07)
12. Drones (2:49)